# Пацекин, Василий Петрович
Василий Петрович Пацекин (1924—2007) — советский инженер-металлург и рационализатор. Лауреат Государственной премии СССР (1978).

## Биография
Родился 12 февраля 1924 года в деревне Новониколаевка, Гайского района Оренбургской области.
С 1941 по 1945 годы в период Великой Отечественной войны, в возрасте семнадцати лет, В. П. Пацекин начал свою трудовую деятельность на Медногорском заводе №314 Народного комиссариата СССР, в период войны завод занимался выпуском военной продукции для нужд фронта. 
С 1948 по 1953 годы проходил обучение в Магнитогорском горно-металлургическом институте, по окончании которого получил специальность инженера-металлурга. С 1953 по 1956 годы работал в должности руководителя первого в Советской Союзе цеха сварных арматурных сеток Магнитогорского сеточного завода имени И. И. Лепсе и  руководителем проволочно-сварочного цеха Магнитогорского метизного завода. Под руководством и при непосредственном участии В. П. Пацекина, на проволочно-сварочном цехе Магнитогорского метизного завода, впервые в Советском Союзе был освоен выпуск сварочной арматурной сетки и биметаллических тросов. 
С 1956 по 1958 годы работал в должности — заведующего лаборатории проволоки, с 1958 по 1986 годы в течение двадцати восьми лет, В. П. Пацекин работал в должности — заведующего лабораторией электродов Научно-исследовательского института метизной промышленности. Под руководством и при непосредственном участии В. П. Пацекина были выполнены комплексные научно-исследовательские работы в области выявления факторов по определению качества проволоки и ее работоспособности в стальных канатах. В 1969 году Постановлением ВДНХ СССР «за разработку технологии по промышленному производству медно-сварочной проволоки», В. П. Пацекин был удостоен — Бронзовой медали ВДНХ. 
Под руководством В. П. Пацекина было проведено свыше тридцати пяти научно-исследовательских работ внедрённых в производство, экономический эффект от реализации которых составил более двадцати миллионов рублей. В. П. Пацекин 
был автором около десяти авторских свидетельств на изобретения, сорока пяти научных работ и двух монографий.
7 ноября 1978 года Постановлением ЦК КПСС и Совета Министров СССР «за создание, организацию массового производства и внедрение новых материалов (порошковых проволок) для механизированной сварки, обеспечивающих повышение производительности труда и качества сварных конструкций» Василий Петрович Пацекин был удостоен — Государственной премии СССР.
Скончался 22 июня 2007 года в городе Санкт-Петербурге.

## Награды
Основной источник:
- Орден «Знак Почёта»
- Бронзовая медаль ВДНХ (1969)

### Звания
- Государственная премия СССР (1978[2])